# Prva psihijatrijska ustanova u Kneževini Srbiji
Prva psihijatrijska ustanova u Kneževini Srbiji ili „Dom za s' uma sišavše”, (Dom za sa uma sišavše) osnovana je u Beogradu 1861. godine u „Doktorovoj kuli“ s namenom da se u njoj zbrinu socijalni slućajevi i leče neuropsihijatrijski bolesniici. Dvadeset godina kasnije, po donošenju novog „Zakona o uređenju sanitetske struke i čuvanju narodnog zdravlja”, Kneževine Srbije „Doma za s uma sišavše” primenovan je u Bolnicu za duševne bolesti, čiju tradiiciju, nastavlja današnja Specijalna bolnica za neuropsihijatrijske bolesti „Dr Laza Lazarević“, najznačajnija ustanova te vrste u Srbiji.
A „Doktorova kula“, kao deo ove ustanove, danas se nalazi u okviru kompleksa Kliničkog centra Srbije, veoma blizu Onkološke i Dečje klinike, kao spomenik kulture od velikog značaja od 1965. godine.
Zdanje ove prve socijalne ustanova u Kneževini Srbiji i prve psihijatrijske bolnica na Balkanskom poluostrvu, danas i dalje postoji ali ne kao ustanova za lečenje i socijalnu zaštitu već kao objekat od značaja za istoriju medicine, koji se koristi u posebnim prilikama kao što je npr. Noć muzeja kada je otvorena za posete.

## Istorija
„Dom za s’ uma sišavše” u Beogradu osnovan je u „Doktorovoj kuli“ na osnovu državne uredbe Ustrojstvo o osnivanju „Doma za s uma sišavše” “, na koje je Knez Mihailo Obrenović stavio svoj potpis, dana 3. marta 1861. godine.

### Uslovi koji su vladali u medicini Kneževine Srbije pre osnivanja Doma
U srednjem veku u Srbiji su prvi put osnovane bolnice od strane vladari iz dinastije Nemanjića uz manastire za njihove potrebe ili kao sklonište za obolele od neizlečivih bolesti, među njima i one obolele od duševnih bolesti. Tako je, po ugledu na vizantijske, nastala bolnica u manastiru Hilandaru, kao i prva bolnica na tlu srednjovekovne srpske države u manastiru Studenici početkom 13. veka. U tom periodu Sava Nemanjić je imao važnu i nezaobilaznu ulogu u razvoju medicine u srednjovekovnoj Srbiji. Pored verske u srednjovekovnoj Srbiji se paralelno razvijala i naučna medicina kao deo evropske medicine, o čemu naročito svedoči Hilandarski medicinski kodeks br. 517, „zbornik spisa naučne medicine napisanih prema učenju salernsko – monpelijske škole“, veoma cenjene u ondašnjoj Evropi.
Padom srednjovekovnih srpskih zemalja pod vlast Osmanskog carstva, naglo nestaje naučna medicina, a ostaju samo narodna — svetovna i verska medicina, zbog povratka plemenskoj i patrijarhalnoj kulturi. Versku medicinu, poprilično nazadnu, praktikuju u manastirima, pa su pojedini od njih izašli na glas po lečenju određenih bolesti. Duševne bolesti su zauzimale posebno mesto u manstirskoj medicini, „jer pošto je oboleo duh, smatralo se da je najbolji lek duhovni“. Zato su pojedini manastiri, kako pravoslavni tako i katolički, važili kao jedina mesta gde se ovi bolesnici mogu uspešno lečiti i izlečiti.
Neki manastiri, poput Studenice, pojedini manastiri po Makedoniji, franjevački manastiri srednje Bosne, bili su poznati po lečenju duševno obolelih molitvom, postom i „drugim poznatim sredstvima“. Podaci iz prve dve decenije 19. veka ukazuju da su manastiri Vraćevšnica i Kalenić bili centri gde su primani bolesnici s jakim epileptičnim napadima, kao i oni koji su kao teško duševno oboleli i u tom stanju počinili ubistva ili razbojništva.
Po osnivanju Kneževine Srbije vlast je odmah prepoznala problem osoba sa invaliditetom pa je tako 1830. godine nakon popisa stanovništva evidentirala osobe sa duševnim i telesnim nedostacima. Najviše je bilo glovonemih, slepih i duševno obolelih.
Po osnivanju Kneževine Srbije potreba za otvaranjem psihijatrijske bolnice, prvi put se izazavala javnu raspravu 1837. godine, kada je jedan čovek sa znakovima duševne bolesti počinio ubistvo. Kao prelazno rešenje doneta je odluka da se lečenje duševnih bolesnika vrši u manastirima ili u kućama na obodima gradova.
Stav o ovom načinu lečenja umobolnih lica promenjen je kada se tom načinu zbrinjavanja usptotivio Mitropolit Srpske. Kao dobro upoznat sa stanjem lečenja umobolnih lica u srpskim manastirima ali i u Habzburškom carstvu, iz koga je i sam poticao, Mitropolit je predložio Popečiteljima pravde i prosvete, da se i u Srbiji, kao što je to već postojalo u 18. veku u Evropi osnuju veroispovedne bolnice za bolesne i iznemogle. Navodeći kao primer da su pravoslavni Srbi s one strane Sava i Dunava osnovali ovakve veroispovedne bolnice, pored katoličkih, gdegde i jevrejskih, o kojima su brinule crkvene opštine, a izdržavane su od priloga, pre svega onih onih ostavljanih testamentima. Mitropolit je lečenje umobolnih u manastirima u organizacionom pogledu smatrao, ne samo kao loše rešenje za umobolne vić i kao loše rešenje za rad crkve, jer su ovi nevoljnici neprestano na smetnji uobičajenom manastirskom životu.
Uzimajući u obzir mitropolitovo neslaganje, i sa prvobitnim predlogom Popečiteljstava pravde i prosvete da se umobolna lica leče u manastirima, Namesništvo je pismom od 21. decembra 1839. godine naložilo Sovjetu da pitanje ovih nevoljnika „drugim načinom razmotri.“ Tako je u Namesništvu nastala ideja da se u prethodno opravljenu „Doktorovu kulu” u Beogradu smesti „Dom za s uma sišavše”. Ovaj predlog uz projekt „Ustrojstvo Doma za s uma sišavše”, Namesništvo je dostavilo Sovjetu na razmatranje, a ovo prosledilo, sa svojim mišljenjem knezu Mihailu Obrenoviću na odobrenje..
Tako je 3. marta 1861. godine na osnovu Ustrojstvo o osnivanju ustanova za osobe sa invaliditetom, osnovan „Dom za s uma sišavše“ u „Doktorovoj kuli“ u Beogradu, kao prva ustanova socijalne zaštite u Kneževini Srbiji.

### „Ustrojenije Doma za s uma sišavše”
Kneževo Ustrojenije Doma za s uma sišavše, u vidu pravnog i normativnog akta podeljen je na sedam delova označenih slovima azbuke (A—Ž) i na 37 članova.
Prvi deo — naslovljen kao A. Obšta pravila (sa članovima 1-8) navodi u:
- Prvom članu: U Beogradu, u tako nazvanoj Doktorovoj Kuli, osniva se...Dom za s’ uma sišavše u kom će se čuvati i lečiti s uma sišavši iz cele Srbije.
- U članu 2.: da će ovo zavedenije biti neposredno potčinjeno Popečiteljstvu unutrašnjih dela od koga će ono i potrebna nastavljenja i naloge primati.
- Član 4. navodi: Personal ovog zavedenija sastojaće se iz jednog lekara, koi mora biti doktor medecine, i koi će u isto vreme biti Upravitelj zavedenija; jednog pomoćnika lekarskog, koi mora biti najmanje patron hirurgije ijednog ekonoma. Ovima se u pomoć pridaje nuždno čisloposlužitelja.
- Članom 6. određen je jedan sveštenik Pravoslavne crkve radi izvršavanja svešteničkih dužnosti.
- Članom 7. regulisana je Plata zaposlenim, koja će se određivaće se osobenim budžetom

Deo drugi — naslovljen kao „B. Koliko će se i kakva lica u ovo zavedenije primati i kako će se izdržavati u njemu“ imao je deset članova, članovi 9-18.
Treći deo — naslovljen kao V. O primanju bolestnika u Dom za ’s uma sišavše i odpuštanju iz istog sadržao je članove 19-25. 
- „Primanje u Dom biva samo po odobrenju Popečiteljstva unutrašnjih dela, a po prethodnom rešenju nadležnog okružnog suda (odnosno Suda varoši Beograda) o proglašenju za s uma sišavše lice” (članovi 19 i 20.).

Četvrti deo — naslovljen kao G. O dužnosti sveštenika ima samo član 26, 
- Ovaj član naređuje „da sveštenik dolazi u bolnicu tri puta nedeljno da bi sa svakim bolesnikom pričao i tešio ga, osim ako lekar ne nađe da je to kod nekog bolesnika protivno lečenju. Svake nedelje i većeg praznika imao je držati kratko bogosluženje, i svakog meseca osvetiti vodicu. I inače ima doći kad ga upravnik pozove, i kad treba opojati pokojne.”

Deo peti — naslovljen kao D. O pravama i dužnosti upravitelja u jedno i lekara, lekarskog pomoćnika i ekonoma sastojao se od šest članova, 27-32.
Deo šesti — naslovljen kao „E. O podizanju Fonda za s’ uma sišavše“ čine članovi 33-35. 
- Član 34. je predvideo da – prihodi od prodatih stvari od pokojnih bolesnika (ukoliko ih familija ne traži), prihodi od prodaje stvari koje izrade bolesnici, kao i od dobrovoljnih zaveštanja – оstavljaće se u osobenu kasu, kako bi se tim načinom fond za ovo zavedenije podigao, iz prihoda kog bi se vremenom ovo zavedenije izdržavati moglo.

Deo sedmi— naslovljen kao Ž. O nabavljanju lekova imao je članove 36 i 37.

#### Definicija ludila i besomučnosti navedene u „Ustrojeniju”
Ludilo
Ludilo je u zakonskom „Ustrojeniju” ovako definisano:
Ludilo je poremećenje umni sposobnosti kod čoveka; u takvom stanju kod njega su mloga misli, no među njima nema nikakve sveze, takovij nemože od uma nikakva upotrebljenja činiti; no gdikoi put to bedno stanje prestane i čisti časovi nastupe. – Ludilo se rađa iz neredovnog telesnog sastava.
Besomučnost
Besomučnost je u zakonskom „Ustrojeniju” ovako definisano: 
Besomučnost (zgranilo) jest ludilo, koje je do krajnosti dovedeno. Besomučnost dovodi čoveka na opasna, žestoka i svirepa dela i za njega samog i za druge. Besno ludilo, to je besomučnost...

## Osnivanje i rad Doma
Bolnica je osnovana Ukazom kneza Mihaila Obrenovića u „Doktorovoj kuli” koja je uz male prepravke postala bolnica za duševne bolesnike pod nazivom „Dom za s uma sišavše” (Dom za sa uma sišavše), po Pravilu o ustrojeniju doma, sa potpisom kneza, i namenom da se;
| „ | U ovom domu primaće se i u njemu čuvati i lečiti s uma sišavša lica svake struke, zgranuta i od padajuće bolesti stradajuća, kako muška tako i ženska, i to kako odrasla, tako i deca. | ” |

„Doktorova kula“ u kojoj je osnovana bolnica, sagrađena je 1824. godine kao porodična kuća doktora Vita Romite, poreklom Italijan, koji je došao je u Beograd 1823. godine i bio lekar ondašnjeg beogradskog vezira, a docnije i kneza Miloša. On je ovu zgradu sagradio na zemljištu od oko 6,5 hektara, koje je dobio od beogradskog vezira, daleko van Utvrđene varoši, na osunčanim padinama zapadnog Vračara, u kraju zvanom Guberevac.
Zgrada bila je među prvim većim arhitektonskim objektima građenim u Srbiji posle Prvog srpskog ustanka i u njenoj jedinstvenoj arhitekturi se prožimaju uticaji različitih epoha i stilova. Sagrađena je od opeke, kamena i ćeramide, i sastoji se od podruma, prizemlja i sprata, sa simetričnim rasporedom prostorija. 
Namena kuće je bila dvostruka - za stanovanje i primanje pacijenata. Budući da ima fasadu od kamena i mala prozorska okna u narodu je nazvana - „Doktorova kula”.
Nakon što je doktor napustio Beograd 1827. godine, u kući su neko vreme živeli njegova supruga sa kćerkom i zetom, Bartolomeom Kunibertom, čuvenim lekarom kneza Miloša i istoričarem onovremene Srbije.

Osnivanjem Dom za s uma sišavše u Beogradu neposredno je rukovodio tadašnji načelnik Uprave saniteta dr Steva Milosavljević, a za prvog upravnika ove specijalne bolnice postavljen je fizikus beogradskog okruga dr Florijan Birg. Kako je pored drugih dužnosti dr Florijan Birg radio i kao psihijatar (iako to nije bio) u Bolnici za s uma sišavše o problemima u njegovom radu, govori ovaj citat: 
„U obnovljenoj Srbiji Bolnica za s uma sišavše osnovana je u Beogradu 1861. godine, trudom već ostarelog dr Emeriha Lindenmajera, koji tada više ne beše načelnik Vojnog saniteta. Pitanje je pokrenuo sredinom 1839. godine, ali su rasprave potrajale tri godine. Zabeležena su još dva Lindenmajerova energična pokušaja 1854. i 1856. Po ustrojeniju za vršioca dužnosti upravnika postavljen je dr Florijan Birg, fizikus Okruga beogradskog. U martu 1863. dr Vasa Teodorović, pre toga upravnik karantina u Aleksincu. Ni Teodorović ni Birg ne behu stručni u tom poslu. Psihijatrija sve do sedamdesetih godina 19. veka jedva da beše zastupljena na studijama medicine. Što i jedan i drugi nadoknađivahu savesnošću. Birg je odmah uočio da takva bolnica ne sme noću ostati bez nadzora. Preduzete su mere da se lekarski pomoćnik i ekonom tu nastane i dežuraju. Birg je boravio u toj bolnici preko čitavog dana obavljajući poslove okružnog lekara: regrutaciju, kalemljenje (vakcinaciju) velikih boginja, preglede povređenih…”
Dom — bolnica, nakon osnivanja imala je pet bolesnika, među kojima je prvi bolesnik bila Kata Radmanova iz Požarevca, koja se posle smrti muža odala alkoholu i prostituciji. Ona je kažnjena sa 30 kamdžija (udaraca bičem) posle čega je „sišla s uma” pa je iz zatvora poslata u bolnicu na lečenje. Pet godina kasnije bolnica je imala 20 bolesnika.

Kako je „Dom za s uma sišavše” zahtevao stručnije vođenje, ukazom državnog vrha Kneževine Srbije za upravnika ove prve psihijatrijske bolnice u Srbiji Ukazom: 
Mihail M. Obrenović, po milosti Božioi i volji naroda Knjaz Srpskii na predlog Našeg ministra unutrašwih dela postavljamo: Fizikusa Upravitečjstva varoši Beograda, Dra Mladena Jankovića, za privremenog Upravitelja i lekara u Domu za s umasišavše.
Imajući u u vidu da ovaj posao ne može obavljati lekar bez stručne spreme, Sanitetska uprava Kneževine Srbije je odlućila da uputi dr Mladena Jankovića u Nemačku na tromesečno stručno usavršavanje, kod vodeće ličnost u psihijatriji dr Vilhelma Grizinger. Nakon što se dr Janković upoznao sa uređenjmem duševnih bolnica u Nemačkoj i steko neophodno stručno znanje iz psihijatrije, vratio se u Srbiju i pristupio brojnim organizacionim i strućnim promenama u „Domu za s uma sišavše”
Iz bolnice je uklonio sva tehnička sredstva kojima je vršeno nasilje nad duševno bolesnim licima, kao što su trostruki bič, nasilna stolica i kamdžija.Dok je u upotrebu zadržao košulju za vezivanje najtežih, veoma uznemirenih i opasnih bolesnika.
Na dužnosti privremenog upravitelja „Doma s uma sišavše” dr Janković je bio šesnaest godina (do 1881). Uporedo sa dužnostima upravnika obavljao je i sve lekarske poslove. Za to vreme u „Domu za s uma sišavše” lečeno je 314 bolesnika (218 muškog i 96 ženskog pola). Smatra se da je dr Janković, svojim stručnim radom postao upravo pravi začetnik psihijatrijske nege i lečenja duševno obolelih osoba u Srbiji.
Prvi sačuvani izveštaji lekara bolnice potiču iz 1861. godine, a prva sačuvana istorija bolesti iz 1880. godine, kada se u istoriji srpske medicine pojavio dr Laza Lazarević, čije ime nosi današnja Klinika za psihijatrijske bolesti, a u čijem je sastavu i Doktorova kula. Potpis dr Laza Lazarević nalazi se na čak 50 od 150 najstarijih istorija bolesti koje su pronađene u Beogradu. Dijagnoze su bile opsine, 
| „ | govoruća apatija (mesecima ne progovara ništa) ili "jedna potpuno belovesna luda samo se smeje trči i skače... | ” |

Prva klasifikacija duševnih bolesti je postavljena je krajem 19.veka, dok su dijagnozepoput melanholije, epilepsije i demencije primenjivane tek s početka 20. veka.
Pacijenti su lečeni kapima opijuma, bromovom solju, rakijom i vinom, inzulinskom komom, da bi se prvi lek pojavio 1853. godine.
Kompleks bolnice se postepeno širio kako se povećavao broj psihijatrijskih bolesnika. Tada je iz bezbednosnih razloga bolnica ograđena zidinama, ali one nisu bile garancija da se neki pacijent neće iskrasti. U bolnici su radili posebno muški i ženski paviljon, paviljoni za mirne i uznemirene, kao i paviljon za prvljave i čiste. Na ulazu u bolnicu nalazio se paviljon za opservaciju, a pacijenti su dolazili po nalogu suda, dok su oni koji su imali novca da se leče odlazili u Beč.
Ključ od bolničke kapije sačuvan je do danas, kao i jedan od starih EEG aparata, koji je i sada u funkciji.

## Transformacija „ Doma za s uma sišavše” u novu ustanovu
Dvadeset godina kasnije, po donošenju novog Zakona o uređenju sanitetske struke i čuvanju narodnog zdravlja, Kraljevine Srbije „Dom za s uma sišavše” prerastao je u Bolnicu za duševne bolesti, i time prestao sa radom pod prvobitnim nazivom.

## Napomene
1. ↑  U Državnom aktu iz 1869. godine ova ustanova je nazvana kao „Dom za s' uma sišavše”. Kako savremen pravopis podrazumeva da se skraćeni oblik prepozicije sa, s, piše bez apostrofa,  dalji tekst će biti u skladu sa važećim pravopisom srpskog jezika.

## Literatura
- Пешаљ, Ј. (2005). Између врача и лекара: Обележја здравствене културе. У А. Фотић (Прир.) Приватни живот у српским земљама у освит модерног доба (pp. 475–504). Београд: Клио.
- Радић, Р. (2004). Болести и лечење. У С. Марјановић-Душанић и Д. Поповић (Прир.) Приватни живот у српским земљама средњег века (pp. 394–418). Београд: Клио.
- Радосављевић, Н. Црква и вера у свакодневном животу у 18. веку. У А. Фотић (Прир.) Приватни живот у српским земљама у освит модерног доба, (pp. 377–99). Београд: Клио.
- Cenić, Đ.D. (1866) Objašnjenje Kaznitelnog zakonika za Knjažestvo Srbiju. Beograd
- Ćelap, L. (1967) Zemunski vojni komunitet 1717-1881. Spomenik - Srpska akademija nauka. Odeljenje društvenih nauka, nova serija 9
- Đorđević, T. (1928) Lečenje umobolnih u manastirima. Glasnik Skopskog naučnog društva, (1): 341-346
- Elijade, M. (1985) Šamanizam i arhajske tehnike ekstaze. Novi Sad: Matica srpska
- Fotić, A. (2005) Špriredioć. Privatni život u srpskim zemljama u osvit modernog doba. Beograd: Clio
- Jeremić, R (1932). „Bolnica Srpske opštine u Novom Sadu”. Glasnik Istoriskog društva u Novom Sadu. 5 (313): 432—435.
- Katić, R. (1958) Medicina kod Srba u srednjem veku. Beograd: Naučno delo
- Katić, R. (1967) Srpska medicina od IX do XIX veka. Beograd: Naučno delo
- Katić, R.V. (1981) Poreklo srpske srednjovekovne medicine. Beograd: Srpska akademija nauka i umetnosti
- Katić, R.V. (1987) Terminološki rečnik srpske srednjovekovne medicine. Beograd: Srpska akademija nauka i umetnosti
- Katić, R.V., ur. (1989) Hilandarski medicinski kodeks N. 517 - prevod. Beograd: Narodna biblioteka Srbije
- Marjanović-Dušanić, S., Popović, D. (2004) Privatni život u srpskim zemljama srednjeg veka. Beograd: Clio
- Matić, D. (1850) Objašnjenje Građanskog zakonika za Knjažestvo srbsko. Beograd: Knjigopečatnja Kneževine Srbije, čast I
- Mitrović, Č. (1909) Prvi srpski zakon o crkvenim vlastima. Beograd: Državna štamparija
- Novaković, D. (2008) Načertanije o duhovnim vlastima kao prvi zakon o pravoslavnoj crkvi u Srbiji. Istorijski časopis, br. 57, str. 197-217
- Pešalj, J. (2005) Privatni život u srpskim zemljama u osvit modernog doba. u: Fotić A. [ur.] Privatni život u srpskim zemljama u osvit modernog doba/priredio Aleksandar Fotić, Beograd: Klio, 475-504
- Stajić, V. (1934) Bolnica Srpske opštine u Novom Sadu. Glasnik Istoriskog društva u Novom Sadu, 7(1-317-19): 329-334
- Timotijević, M. (2006) Rađanje moderne privatnosti -privatni život Srba u Habzburškoj monarhiji od kraja 17. do početka 19. veka. Beograd: Clio

## Spoljašnje veze
- Kako je u Srbiji nastao Dom za s uma sišavše (1): Bolnica za zgranute
- Ko su bili prvi pacijenti "Doma za s uma sišavše"